# Lijst van spelers van Valencia CF
Deze lijst omvat voetballers die bij Valencia Club de Fútbol spelen of hebben gespeeld. 

## Nederlanders
- Justin Kluivert
- Patrick Kluivert
- Faas Wilkes
- Johnny Rep
- Hedwiges Maduro
- Jasper Cillessen

## Spanjaarden
- Jordi Alba
- David Albelda
- Raúl Albiol
- Miguel Ángel Angulo
- Rubén Baraja
- Iván Campo
- Santiago Cañizares
- Vicente Engonga
- Francisco Farinós
- Jaime Gavilán
- Gerard
- Gerardo
- Asier del Horno
- Joaquín
- Juanfran
- Jorge López
- Carlos Marchena
- Gaizka Mendieta
- Luis Milla
- Mista
- Juan Luis Mora
- Fernando Morientes
- David Navarro
- Javi Navarro
- Aarón Ñíguez
- Óscar
- Andrés Palop
- Enrique Romero
- Francisco Rufete
- Salva
- Juan Sánchez
- Quique Sánchez Flores
- David Silva
- Curro Torres
- David Villa
- Xisco
- Andoni Zubizarreta

## Argentijnen
- Pablo Aimar
- Roberto Ayala
- Mario Kempes
- Kily González
- Claudio López
- Ariel Ortega
- Mauricio Pellegrino
- Juan Antonio Pizzi

## Brazilianen

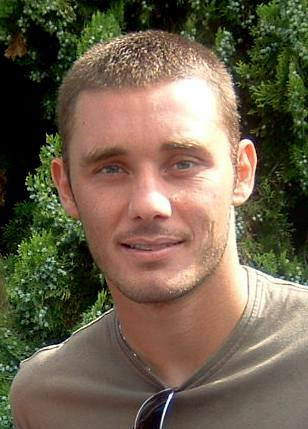
Fábio Aurelio (Brazilië)

- Fábio Aurelio
- Edú
- Leonardo
- Mazinho
- Ricardo Oliveira
- Romário

## Fransen
- Jocelyn Angloma
- Ludovic Butelle
- Didier Deschamps
- Anthony Réveillère

## Italianen
- Amedeo Carboni
- Bernardo Corradi
- Marco Di Vaio
- Stefano Fiore
- Emiliano Moretti
- Francesco Tavano

## Portugezen
- Marco Caneira
- Miguel
- Hugo Viana
- Luis Nani
- Joao Cancelo

## Roemenen
- Adrian Ilie
- Dennis Serban

## Russen
- Valeri Karpin
- Oleg Salenko

## Uruguayanen

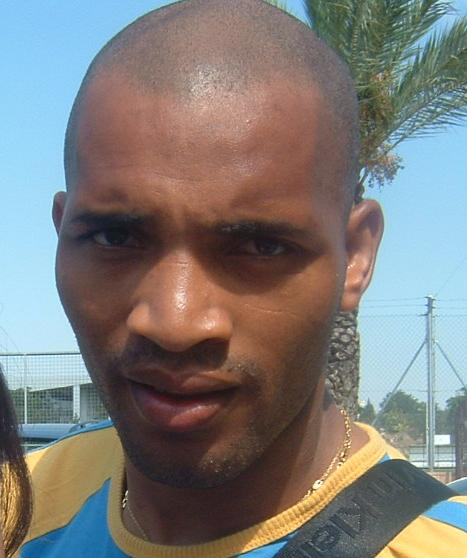
Mario Regueiro (Uruguay)

- Diego Alonso
- Fabián Canobbio
- Gonzalo De los Santos
- Fabián Estoyanoff
- Mario Regueiro

## Zweden
- Stefan Schwarz
- Joachim Björklund

## Overig
- Víctor Aristizábal
- Frank Arnesen
- John Carew
- Miroslav Djukić
- Andrés Guardado
- Predrag Mijatović
- Ljoeboslav Penev
- Mehmet Topal
- Mohamed Sissoko
- Goran Vlaović
- Zlatko Zahovič
- Nikola Žigić